# Veronica mooreae
Veronica mooreae är en grobladsväxtart som först beskrevs av Michael J. Heads och som fick sitt nu gällande namn av Philip John Garnock-Jones.
Veronica mooreae ingår i släktet veronikor och familjen grobladsväxter. Inga underarter finns listade i Catalogue of Life.